# تایروو (کانزاس)
تایروو (به انگلیسی: Tyro) شهری در ایالت کانزاس کشور ایالات متحده آمریکا است که جمعیت آن در سرشماری سال ۲۰۱۰ میلادی، ۲۲۰ نفر بوده‌است.